# Nemertesia multiramosa
Nemertesia multiramosa är en nässeldjursart som först beskrevs av John Fraser 1948.  Nemertesia multiramosa ingår i släktet Nemertesia och familjen Plumulariidae. Inga underarter finns listade i Catalogue of Life.